# Halleyjev komet
Halleyjev komet je prvi komet koji je prepoznat kao stalan član Sunčeva sustava. Nazvan prema Edmondu Halleyju koji ga je opažao 1682. te povezao s prethodnim pojavama iz god. 1531. i 1607., za koje je utvrdio da ih je bilo oko 30, počevši od 476. pr. Kr. Prosječan period obilaska iznosi 76 godina, a mijenja se od 74 do 79 godina. Giba se retrogradno (nagib prema ravnini ekliptike 162,262°) veoma izduženom stazom (ekscentricitet 0,967), pa se Suncu približi na 0,586 astronomskih jedinica, odnosno udalji na 35,082 astronomskih jedinica. Posljednji put prošao je kroz perihel 9. veljače 1986. Izbliza su ga proučavale svemirske letjelice Giotto, Sakigake, Suisei i Vega. Snimka s Giotta pokazuje izduženu jezgru izmjera 7,2 km × 7,2 km × 15,3 km. Iz vrlo tamnog tla na osunčanoj površini jezgre izbijali su mlazovi isparene tvari (leda i prašine) u obliku gejzira. Sljedeći prolaz očekuje se 2061.
Halleyjev komet, službene oznake 1P/Halley, je vjerojatno najpoznatiji komet u povijesti čovječanstva. Sam komet spada u skupinu sjajnih kometa kratkog perioda. Pobuđuje neskrivenu radoznalost i predstavnik je te vrste nebeskih tijela, iako po svojstvima nije ništa posebno, pa ga sjajem znadu nadmašiti drugi kometi. Provjereni niz njegovih pojava započinje 11 pr. Kr., a završava 1986., sveukupno 27 pojava. Sigurno je zapažen i prije (na primjer 476. i 240. pr. Kr.). 
SPK-ID je 1000036.

## Povijest
Neki povezuju viđenje kometa u 3. tisućljeću pr. Kr. s poravnanjem sfinge i piramida u Gizi.
 Nagađa se da je prvo zabilježeno i moguće viđenje Halleyjeva kometa jedno kinesko iz 613 pr. Kr., ali to odudara sedam godina od kalkulirana prolaska, iz čega je moguće zaključiti da se radi o nekom drugom kometu ili o vrlo velikoj pogrešci u izračunu. Prvi zapisi o Halleyjevu kometu sežu sve do 240. g. pr. Kr. Kad su ga vidjeli u Kini i optužili za smrt udove carice. Od tada nas on nije nijednom posjetio a da to netko negdje u svijetu nije zabilježio. Babilonci su ga vidjeli 164 pr. Kr. i 87. pr. Krista. Godine 12. pr. Kr. Rimljani su vjerovali da on simbolizira smrt vojnika i državnika Marka Vipsanija Agripe. Godine 295. Kinezi su shvatili da je komet što su ga vidjeli na istoku (kako se primiče Suncu) istovjetan onom koji su vidjeli kasnije, istog mjeseca, na zapadu (kako se udaljava od Sunca). Godine 451. njemu je pripisana rimska pobjeda nad hunskim vođom Atilom, a 684. ga optužiše za kugu. Taj se komet Zemlji najviše približio 837., kada mu se rep protegao 60 stupnjeva preko polovice neba. Po proračunima trebao je proći tek 0,03 AJ (5,1 milijun km) od Zemlje.  Zabilježili su ga astronomi u Kini, Japanu, Njemačkoj na Bliskom Istoku.
Godine 1066. u Engleskoj se normansko osvajanje i smrt kralja Harolda II. u boju kod Hastingsa pripisalo njegovu utjecaju.  
Godine 1222. Džingis-kan, koji je taj komet smatrao svojim vlastitim zvjezdanim glasnikom, sa svojim je Mongolima pobio milijune, a korejski su promatrači neba zabilježili da je rep kometa bio crvene boje. Johannes Kepler ga je vidio 1607. godine. U rujnu 1682. promatrao ga je i sam Halley. Godine 1910. razvikani je ponovni dolazak Halleyjeva kometa izazvao silnu paniku, napose kad su novine javile da su mu u repu otkriveni otrovni plinovi. U članku objavljenom na naslovnoj stranici, „The New York Times“ je javio kako je francuski astronom Camille Flammarion prorekao da će, prođe li Zemlja kroz kometov rep, „plin cijanogen prožeti svu atmosferu i moguće utrnuti sav život na planetu“. Drugi su znanstvenici isticali da je rep kometa tako neizrecivo tanak da ga, sve da je i sav sazdan od otrovnih plinova, ne bismo ni osjetili. Šteta je, međutim, već bila učinjena. Neka je vremešna gospođa, užasnuta svime što komet može donijeti, izvršila samoubojstvo. Zemlja je doista prošla kroz kometov rep, ali posljedica nije bilo. 
1986. g. je komet posjetila čitava međunarodna armada svemirskih sonda. Znanstvenici su se po prvi put našli u prilici da ga promotre izbliza.

## Svojstva
Kao i drugi kometi, i Halleyjev je potekao iz sferičnog roja bilijuna kometa što okružuju Sunčev sustav. Taj se Oortov oblak (nazvan tako prema nizozomskom astronomu Janu Hendriku Oortu), nalazi otprilike godinu svjetlosti daleko od Sunca te se vjerojatno sastoji od razmjerno gustog unutrašnjeg i rjeđe naseljenog vanjskog oblaka. Povremeno poneki oblak međuzvjezdanoga plina u prolazu iz Oortova oblaka izbaci komet i tako on počinje svoj polagani dugi pad prema Suncu. Kometi Suncu prilaze sa svih strana, poneki od njih i eliptičnim stazama tako dugim da im za jedan obilazak trebaju milijuni godina. Drugi se pak, poput Halleyjeva, gibaju po razmjerno kratkim putanjama. 
Halleyjev komet se giba retrogradno, to jest u smjeru kazaljke na satu, dok se planeti gibaju obratno. Njegova jezgra se okreće - to je zapravo prljava gruda snijega duga oko 15 kilometara i široka oko 10. Površina mu je išarana brdima i dolinama, a kora mu je tako tamna da je to jedno od najcrnijih tijela u Sunčevu sustavu, jer odražava samo oko 4% pristiglog svjetla. Kad se komet približi Suncu, džepovi leda u jezgri pretvaraju se u plin, pa izlijeću skupa s oblacima prašine.  Ti se plinovi i prašina drže jezgre kao magla te stvaraju komu (kosu) kometa koja se širi i preko 100 000 kilometara u svemir. Ta koma izgleda gusta kao dim, ali je tako rasplinuta da je punih 300 milijardi puta rjeđa od zraka. Još je rjeđa aureola vodika koja okružuje glavu i proteže se milijunima kilometara. 
Kada komet obavlja svoj nebeski obilazak, on plovi protiv Sunčeva vjetra, a ovaj plin i prašinu mete u dugi rep protegnut iza kometa. Bez obzira da li komet dolazi ili odlazi, rep mu je uvijek usmjeren od Sunca. Rep je obično podijeljen u ravne pramenove blijedomodrog plina i zakrivljene pramenove prašine, obojene u nijansu žutog, a svi oni s vremenom mijenjaju oblik.  U ožujku 1986. dio se repa Halleyjeva kometa odlomio i raspao. U veljači 1991. astronomi su s iznenađenjem otkrili da se Halley, negdje između putanja Saturna i Urana, neobjašnjivo posvjetlio. Možda je tome uzrok zakašnjela erupcija plina ili nepredviđeni udarac međuplanetarnog pirata- iako je ovo posljednje manje vjerojatno zato što se to dogodilo u slabo napučenom dijelu Sunčeva sustava.
Halleyjev komet stvara meteorski roj Orionida, koji nastaju od ostataka njegovog repa. Ime Orionidi nose jer dolaze iz područja sjeverno od Betelgeusea, druge najsjajnije zvijezde zviježđa Orion. Iako se komet vidi svakih 75 godina, njegovi ostaci svakog listopada uzrokuju kišu meteora, koja svoj vrhunac doživljava u noći između 21. i 22. listopada.
Sljedeće pojavljivanje Halleyjeva kometa u unutarnjem Sunčevom sustavu predviđa se 2061.

## Vanjske poveznice
- Više informacija o Halleyjevom kometu: CroEOS.net: Halleyjev komet  Arhivirana inačica izvorne stranice od 29. listopada 2007. (Wayback Machine)